# Mahram Tehran BC
Il Mahram Tehran Basketball Club è una società di basket con sede nella città di Tehran, capitale dell'Iran, la squadra compete nella seconda categoria nazionale, la Division 1.Il Mahram è considerato uno dei giganti del basket iraniano ed è stato campione dell'Asia nel 2009 e nel 2010, oltre ad aver vinto il campionato iraniano di basket per sei volte nella sua breve storia.
Sono di proprietà e sponsorizzati dalla Mahram Food Company, una grande società di trasformazione alimentare con sede a Teheran, che è presente con i suoi prodotto in tutti i mercati medio-orientali. I colori sociali sono il rosso ed il bianco.
Il Mahram gioca le sue partite casalinghe presso l'Azadi Basketball Arena, un'arena indoor polifunzionale situata a Teheran che fa parte del complesso di 5 strutture,  tra cui anche lo Stadio Azadi, che compongono il centro sportivo Azadi. Può ospitare fino a 3.000 spettatori.

## Storia
Il Mahram è stato fondato nel 1999 su iniziativa della compagnia iraniana Mahram Food Company. In pochi anni la squadra scala le gerarchie della Iranian Basketball Super League e dopo aver raggiunto il terzo posto nella stagione 2006-2007, l'annata successiva il Mahram si laurea per la prima volta nella sua storia Campione d'Iran battendo nella serie finale dei play-off il Saba Battery Tehran per 2-0; dopo quella prima vittoria il Mahram non si fermò più e vinse il campionato anche nelle quattro edizioni successive.
In questi anni la squadra si impose anche sulla scena internazionale, vincendo per due anni di seguito, nelle edizioni 2009 e 2010, sia la FIBA Asia Champions Cup che la WABA Champions Cup, trofeo che vincerà altre due volte nel 2012 e 2014.
Nella stagione 2012-2013 il dominio del Mahram sulla Iranian Basketball Super League si interruppe, la squadra si classificò al terzo posto nella stagione regolare ma raggiunse nuovamente la finale dei paly-off, dove però uscì sconfitto dopo aver perso la decisiva gara 5 contro il P. Bandar Imam. Anche nella stagione successiva si ripetette la stessa storia, il Mahram dopo aver concluso al secondo posto la stagione regolare arrivò nuovamente alle finali, nuovamente contro il P. Bandar Imam, ma nuovamente la squadra usci sconfitta dalla serie e concluse nuovamente al secondo posto.
La stagione 2014-2015, vide il Mahram vincere per la sesta volta la Iranian Basketball Super League; in quella stagione la federazione ha utilizzato un formato che prevedeva un campionato separato in due competizioni che andavano a coprire l'intera stagione e la squadra del Mahram riuscì a vincere sia la National League, giocata nella prima parte della stagione, che la Professional League giocata nella seconda parte della stagione.

## Palmares

### Titoli nazionali
Iranian Basketball Super League:
- Campioni (6): 2007-2008, 2008-2009, 2009-2010, 2010-2011, 2011-2012, 2014-2015
- Finalista (4): 2012-2013, 2013-2014, 2017-2018, 2020-2021

### Titoli internazionali
FIBA Asia Champions Cup
- Campioni (2): 2009, 2010
- Finalista (2): 2011, 2012

WABA Champions Cup
- Campioni (4): 2009, 2010, 2012, 2014

## Roster attuale
Il roster per la stagione 2023-2024
|    | Naz.                                              | Ruolo | Sportivo                | Anno | Alt. | Peso |  |
| -- | ------------------------------------------------- | ----- | ----------------------- | ---- | ---- | ---- |  |
| 3  | Stati Uniti (bandiera) · Guinea-Bissau (bandiera) | PG    | Perry Petty             | 1988 | 185  | 80   |  |
| 4  | Iran (bandiera)                                   | AP    | Ali Reza Sharifi        | 1998 | 194  | 88   |  |
| 5  | Iran (bandiera)                                   | PG    | Sajjad Mashayekhi       | 1994 | 180  | 72   |  |
| 7  | Iran (bandiera)                                   | G     | Behshad Arabzadeh       | 2000 | 195  | 85   |  |
| 10 | Iran (bandiera)                                   | AP    | Piter Girgoorian        | 2002 | 199  | 87   |  |
| 11 | Iran (bandiera)                                   | G     | Mohammad Heydari        | 2006 | 192  | 85   |  |
| 12 | Serbia (bandiera)                                 | C     | Nikola Janković         | 1994 | 206  | 111  |  |
| 13 | Iran (bandiera)                                   | AP    | Mohammad Jamshidi       | 1991 | 195  | 86   |  |
| 15 | Stati Uniti (bandiera)                            | AG    | Eli Holman              | 1989 | 208  | 118  |  |
| 18 | Iran (bandiera)                                   | C     | Amirhossein Khandanpour | 1998 | 203  | 99   |  |
| 20 | Iran (bandiera)                                   | AP    | Salar Taheri            | 2006 | 198  | 83   |  |
| 23 | Iran (bandiera)                                   | AG    | Sajjad Pazrofteh        | 1996 | 205  | 97   |  |
| 31 | Iran (bandiera)                                   | C     | Keyvan Riaei            | 1994 | 209  | 105  |  |

### Staff tecnico
| Ruolo           | Nome            |
| --------------- | --------------- |
| Capo Allenatore | Farzad Kouhian  |
| Assistente      | Saleh Makhdoomi |

## Cestisti

### Giocatori famosi
Una lista dei giocatori più importanti che hanno vestito la canotta della squadra di Tehran.
| - Marlon Garnett - Priest Lauderdale - Nikoloz Tskitishvili - Hamed Afagh - Javad Davari - Hamed Haddadi - Mehdi Kamrani - Samad Nikkhah Bahrami - Jaber Rouzbahani - Hamed Sohrabnejad - Saman Veisi - Rasheim Wright - Kaspars Kambala - Jackson Vroman - Nebojša Bogavac - Francisco Elson | - Pero Cameron - Jaime Lloreda - Cheikh Samb - Pape Sow - Marko Milič - Óscar Yebra - Marlon Garnett - Rashard Griffith - Art Long - Tony Madison - Arnett Moultrie - Lee Nailon - Jacob Pullen - DaJuan Summers - Chris Williams - Loren Woods |

## Roster storici
Di seguito sono riportati i roster con cui il Mahram si è laureato per due anni consecutivamente campione d'Asia vincendo la FIBA Asia Champions Cup:
- FIBA Asia Champions Cup 2009

 Mehrad Atashi, 
 Saman Veisi,
 Kaveh Nourafza, 
 Mehdi Kamrani, 
 Kaveh Gharieh, 
 Aidin Kabir, 
 Hamed Afagh, 
 Hamed Sohrabnejad, 
 Jackson Vroman,
 Houman Rezaei, 
 Samad Nikkhah Bahrami,
 Priest Lauderdale.
Allenatore: Mostafa Hashemi
- FIBA Asia Champions Cup 2010

 Mehrad Atashi, 
 Jackson Vroman, 
 Kaveh Nourafza, 
 Mehdi Kamrani, 
 Loren Woods, 
 Aidin Kabir, 
 Hamed Afagh, 
 Hamed Sohrabnejad, 
 Mehdi Esmaeili, 
 Mohammad Reza Dargi, 
 Samad Nikkhah Bahrami, 
 Saman Veisi.
Allenatore:  Mostafa Hashemi